# Христианская топография
«Христианская топография» (др.-греч. Χριστιανικὴ Τοπογραφία) — приписываемое византийскому купцу Косме Индикоплову произведение, написанное в VI веке и представляющее одно из первых известных христианских описаний мира. В этом своеобразном произведении, не укладывающемся в обычные рамки византийской литературы VI века, соединены воедино записки путешественника, естественнонаучный труд по географии, биологии, астрономии и философско-богословский трактат, затрагивающий религиозные споры той эпохи.
«Христианская топография» была известна на Руси начиная с домонгольского периода и относится многими исследователями к числу наиболее популярных и авторитетных книг допетровского времени.

## Общие сведения

### Автор

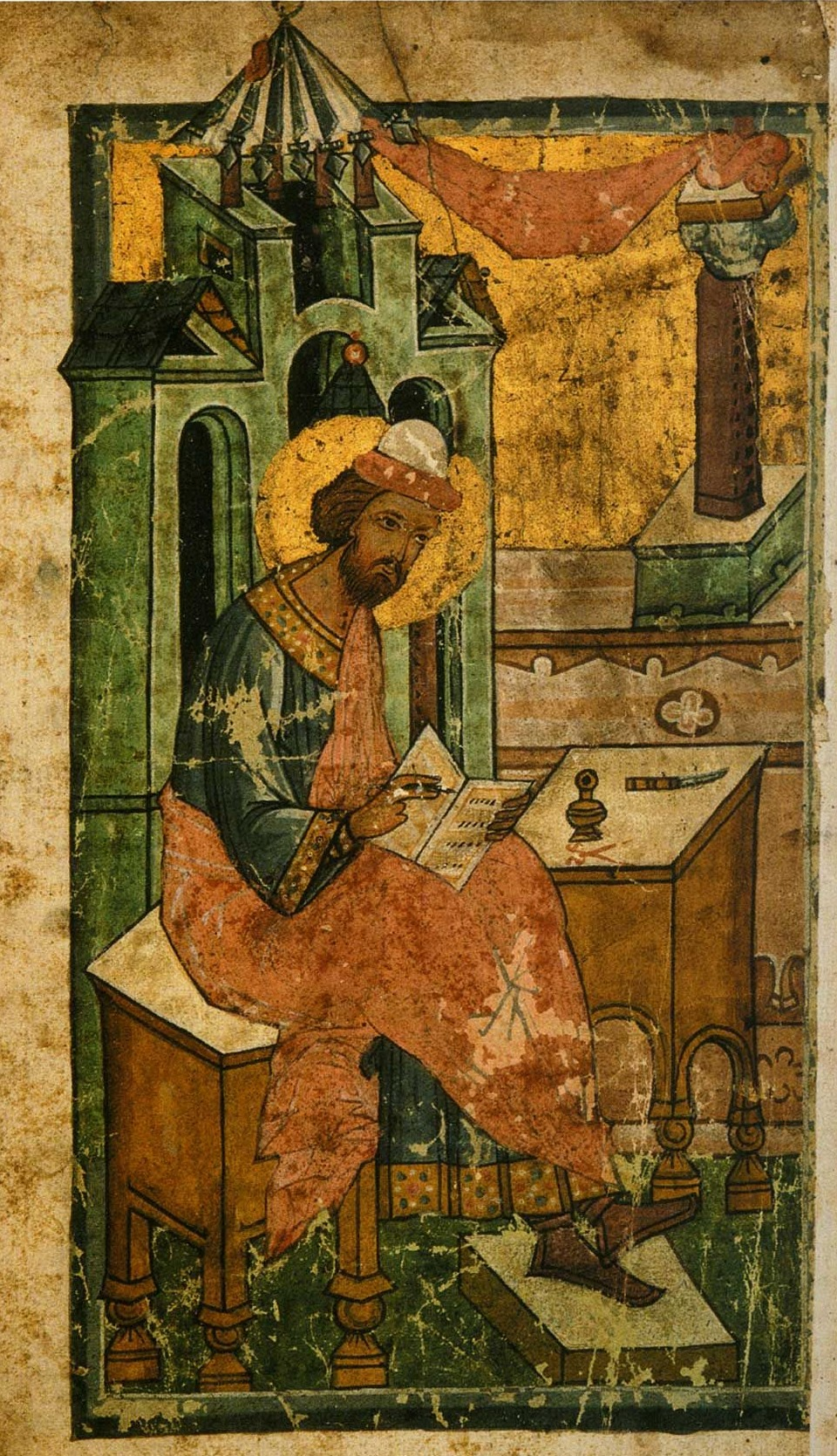
В отличие от греческих, почти все русские списки Христианской топографии открываются портретом автора. Миниатюра из рукописи XV века из собрания графа А. С. Уварова

Об авторе произведения известно немногое, даже его имя, скорее всего, не известно. Сам себя автор в тексте рукописи называет просто Христианин. Источники начиная с XI века считают автором Топографии Козьму Индикоплевста (др.-греч. Κοσμᾶς Ἰνδικοπλεύστης, Козьма, плававший в Индию). Только одна из трёх известных рукописей, хранящаяся во флорентийской библиотеке Лауренциана, упоминает имя автора — Козьма, весьма распространённое в Египте. Однако многочисленные исследователи считают, что это, скорее всего, либо прозвище, либо выдумка переписчика, связавшего имя автора с предметом его рассмотрения (др.-греч. κόσμος). Другим исследователям такая точка зрения кажется не достаточно обоснованной, поскольку в таком случае имя автора было бы, скорее, Cosmicus.
Несмотря на то, что в тексте встречаются явные указания на египетское или, более определённо, александрийское происхождение автора, этот момент также подвергается сомнению. Религиозные взгляды Козьмы и методы его экзегетики ближе к антиохийским или восточно-сирийским. Эту теорию подтверждает краткое упоминание в армянском географическом трактате VII века, называющая автором Христианской топографии некоего Константина Антиохийского. Однако, в отличие от Александрии, Антиохия почти в книге не упоминается, и отсылки к сирийской теологии могут быть связаны с восприятием автором идей несторианского патриарха Мар Абы I.
Согласно мнению, ставшему господствующим после работ де Монфокона и де Лакроза, Козьма был несторианином. В подтверждение этому приводятся собственные слова Козьмы, называющего себя учеником известных последователей Нестория — Мар Абы (принявшего греческое имя Патрикий), Диодора Тарсийского и Феодора Мопсуестийского и другом несторианского богослова Фомы Эдесского. Рассуждая о Христе и воплощении, Козьма употребляет несторианские формулировки. Косвенным подтверждением также является одобрение им распространения христианства на Восток и непричисление несторианства к ересям. Польская исследовательница В. Вольска-Конюс полагает, что взгляды Козьмы весьма далеки от более раннего персидского несторианства Нарсая и слабоотличимы от константинопольской версии православия.

### Время и место создания
Подготовивший первое издание Топографии в 1706 году де Монфокон полагал, что произведение было написано Козьмой в Египте. Этой же точки зрения придерживались А. Галлан (1646—1715), И. А. Фабрициус (1668—1736) и вслед за ними все исследователи до конца XIX века, пока в 1883 году альтернативную точку зрения не предложил Х. Гельцер. Согласно его теории, в конце своей жизни Козьма поселился в монастыре Райфы на Синайском полуострове, где посвятил себя литературным трудам, из которых сохранилась только Христианская топография. Доказательство этого утверждения, состоящее по Гельцеру в том, что «Козьма посещал эту местность множество раз и полюбил», показалось достаточным К. Крумбахеру (1897) и Й. Стржиговскому (1899). Теорию о том, что Топография была создана в Александрии, впервые выдвинул автор первого английского перевода Дж. У. МакКриндл, не приведя, однако, никаких доказательств. Тем не менее и у этой теории есть свои сторонники.
Датировка произведения между 547 и 549 годом является общепризнанной. Основанием для этого является указание из II книги Топографии, что написание книги происходило примерно 25 лет после того, как автор был свидетелем приготовлений царя Аксума Элесбоа к походу против химьяритов, имевшему место, по разным источникам, либо в 522 либо в 525 году. В начале VI книги Козьма упоминает два затмения, отождествляемыми с событиями 6 февраля 547 года и 17 августа 547 года. Таким образом, в целом книга была написана в середине VI века.

## Рукописи

### Греческие

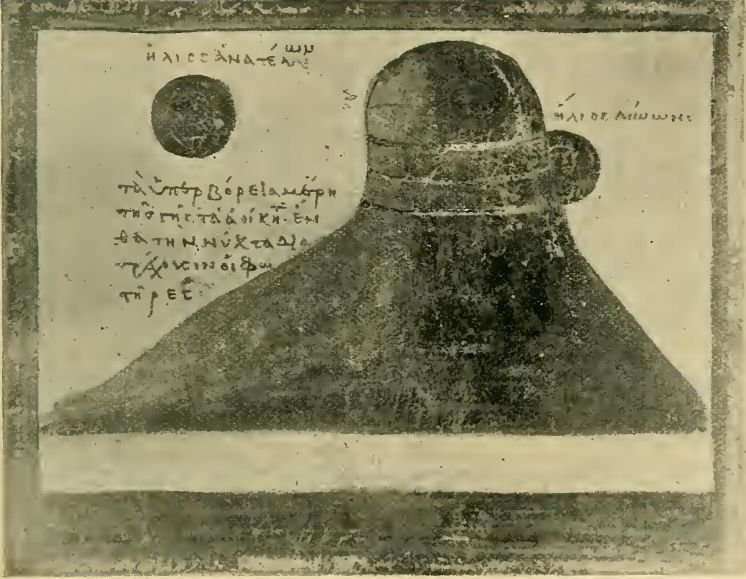
Великая гора на севере, где восходит и заходит солнце. Миниатюра из Лаврентианской рукописи, лист 95

Три греческие рукописи, содержащие относительно полные списки «Христианской топографии» — Ватиканская (Vat. gr. 699, V), Флорентийская (Лаврентианская) (Laur. Plut. IX. 28, L) и Синайская (Sinai gr. 1186, S), — считаются основными. Известно также значительное количество других рукописей, являющихся либо копиями основных, либо содержащих незначительные фрагменты.
Хранящаяся в Апостольской библиотеке Ватикана написанная унциальным шрифтом рукопись считается старейшей и лучшей по качеству. Она включает только первые 10 (по сравнению с 12 в L и S) книг произведения. Поскольку в рукописи сохранилось оглавление, также перечисляющее 10 книг, данная рукопись не была полнее. Она не содержит имеющихся в других рукописях вступительной молитвы и двух прологов. Есть и другие незначительные отличия в тексте рукописей.
Рукопись прекрасно иллюстрирована, и традиционно считается, что миниатюры являются близкими копиями античного оригинала, выполненного или лично Козьмой или под его руководством, поскольку изображаемые темы и предметы едва ли могли быть знакомы монастырскому художнику. Таковы, например, изображённая на первой иллюстрации стоящая между двумя банановыми деревьями антилопа и две надписи в Адулисе (Птолемея III Эвергета и Monumentum Adulitanum).
Относительно датировки рукописи существуют различные точки зрения. Самую раннюю (VII—VIII века) предлагает Н. П. Кондаков, Ф. В. Унгер — X век. В. Н. Лазарев, признав аргументацию Кондакова неубедительной, отнёс рукопись к концу IX века, поставив её в один ряд с хранящимся в Парижской национальной библиотеке списком «Гомилий» Григория Назианзина (Paris. BNF. gr. 510) и другими рукописями эпохи Македонской династии. Стиль изображений, которых насчитывается 54, также соответствует принятому в двух последних декадах IX века в константинопольских мастерских. В 1974 году Ж. Лерой выдвинул новые аргументы к теории более раннего происхождения рукописи, указав на близкую к квадратной форму листов рукописи, что более характерно для ранних периодов, однако эти аргументы также не очень убедительны.

Миниатюры из Ватиканской рукописи
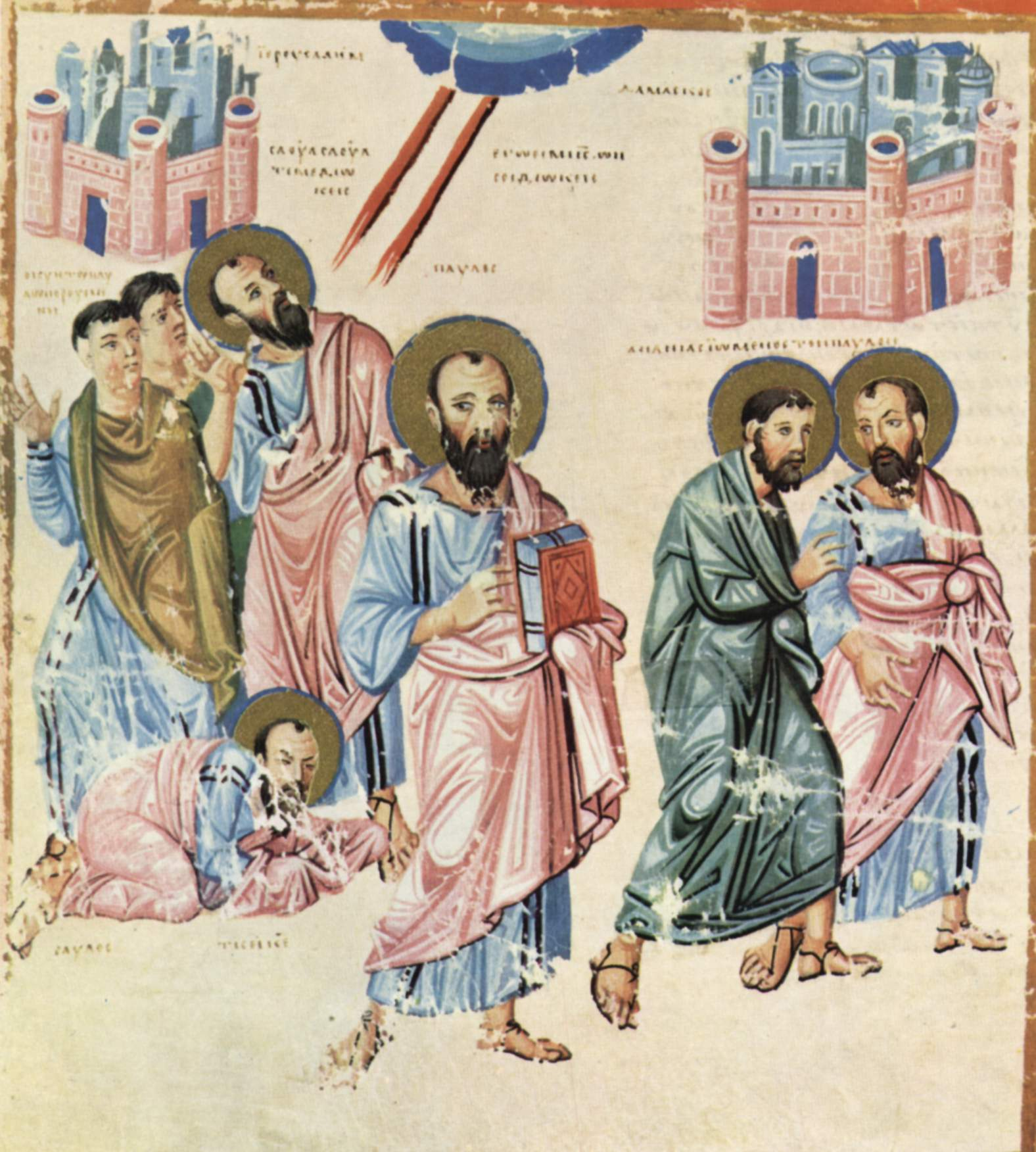
Апостол Павел на пути в Дамаск
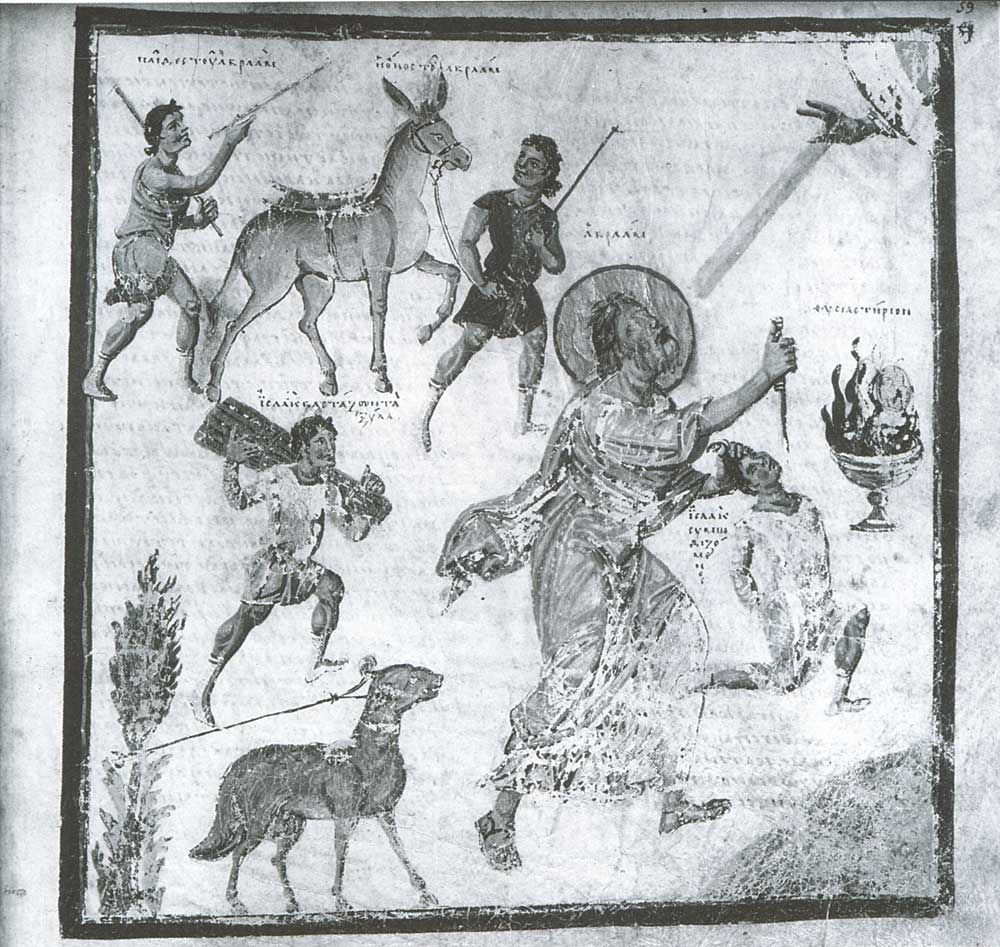
Жертвоприношение Авраама
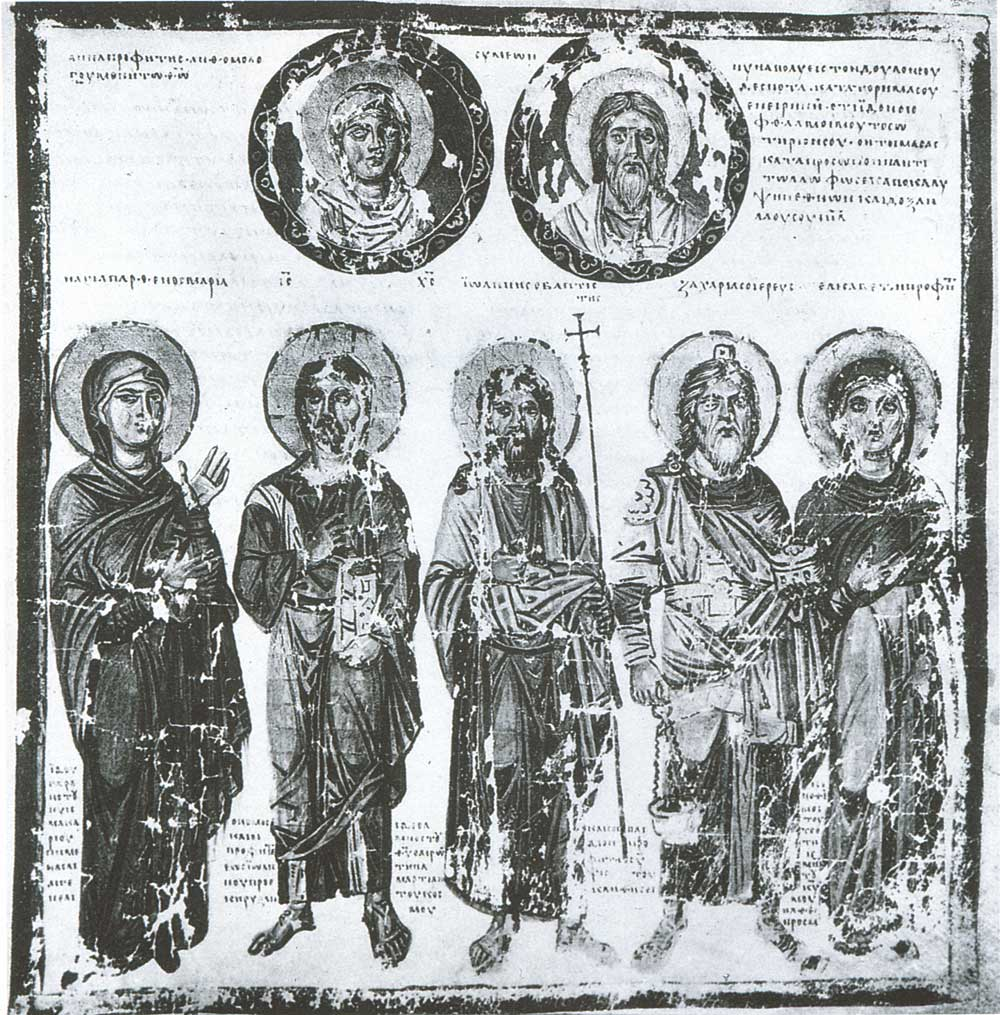
Богоматерь, Иисус Христос, Иоанн Креститель, Захария, Елизавета, Анна и Симеон

Флорентийская рукопись была положена Монфоконом в основу первого печатного издания «Христианской топографии» в 1706 году. Первый издатель датировал рукопись X веком, в настоящее время считается, что рукопись создана в XI веке. Рукописи L и S одного размера и написаны греческим минускулом.
Об этой рукописи было известно ещё епископу Порфирию, посещавшему Синайский монастырь в 1850-х годах. Подробное описание синайской рукописи оставил Н. П. Кондаков, осмотревший её во время своей экспедиции на Синайский полуостров в 1881 году.
В отличие от других рукописей, миниатюрист опустил изображения Малых пророков, Давида с хорами, Даниила во рву, икону Христа с Иоанном Предтечей, Страшный суд и другие, однако развил и прибавил сцены схоластического содержания. К описанию Александрии добавлена карта пути из Адулиса в Аксум, изображение города Раифа в Южном Синае. В конце рукописи добавлены многочисленные изображения животных и культурных растений.

### Славянские
Фундаментальное исследование славянских рукописей «Христианской топографии» предпринял Е. К. Редин. Анализируя преимущественно с позиций иконографических традиций древнерусского искусства, он разделил все известные ему 29 списков на 7 редакций:

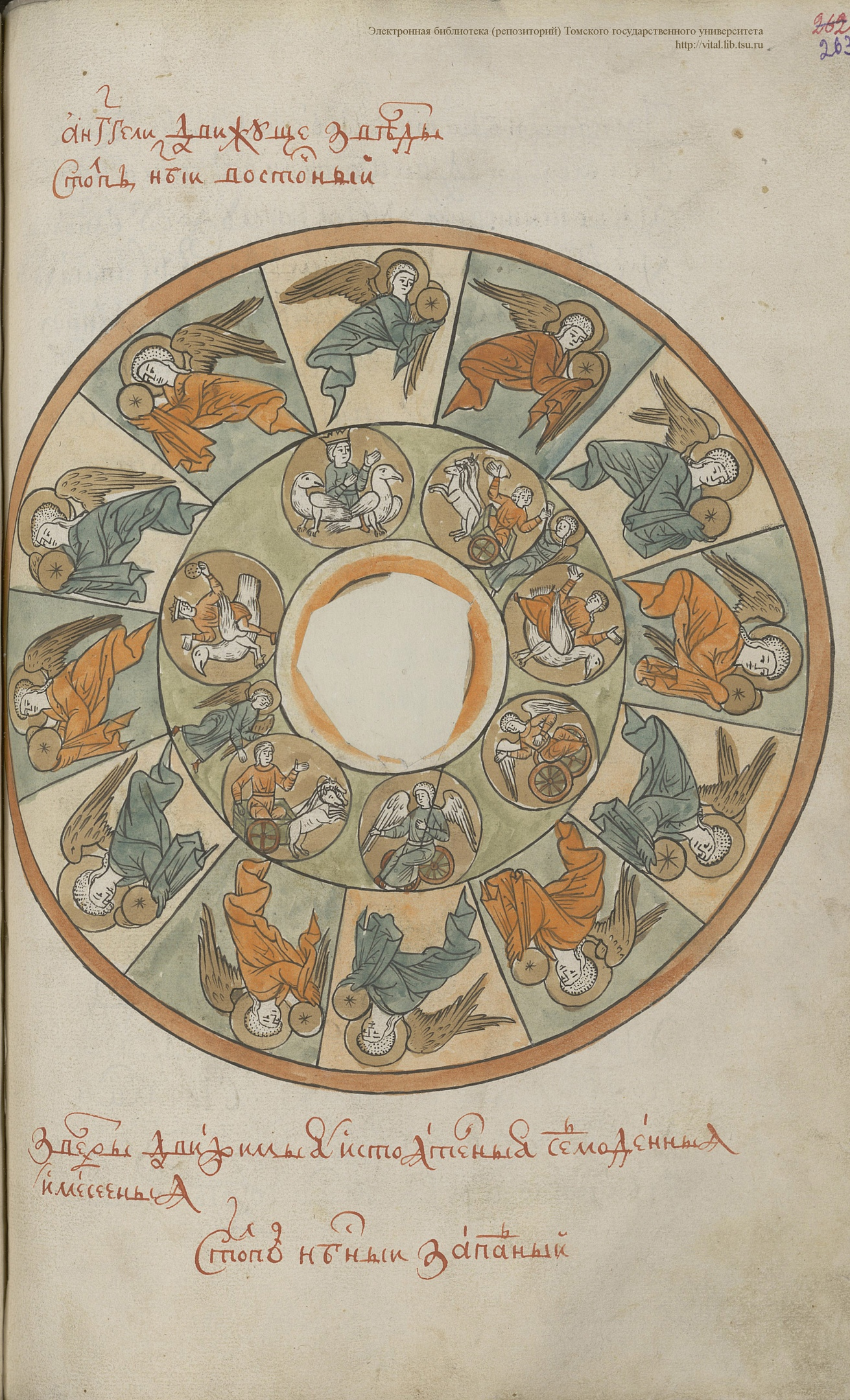
Христианская топография, славянский вариант конца XVII в. Лист с ангелами.

- Уваровская, названная по старейшему списку из собрания графа А. С. Уварова, точно датируемому 1495 годом. Эта рукопись является лучшей в данной редакции, включающей ещё 9 списков. Отмечая не только зависимость от византийских образцов XI—XII веков, но и самостоятельность изобразительных композиций, Редин склонялся к мнению, что в данном случае имела место самостоятельная переработка, а не копия неизвестного южнославянского образца.
- Синодальная и Архивная. Также зависимые от византийских образцов; возникновение датируется не ранее XVII века. На основании анализа композиции миниатюр, Редин предположил что данные редакции были созданы в Новгороде. К Синодальной редакции Редин отнёс 7 списков, а список из Архива Министерства Иностранных Дел № 159 Редин считал «шедевром древнерусского искусства XVI века».
- Сложная, представленная единственным списком из собрания Погодина, отличается использованием композиций разных редакций.
- Самостоятельная, также представленная единственным списком из собрания Погодина (№ 1091, XVI век), находящаяся вне влияния известных образцов.
- Полная или Распространённая редакция, отличающаяся некоторым натурализмом в изображении пейзажа, объясняемым, по мнению Редина, влиянием западных образцов, в частности Библии Пескатора[нем.].
- Краткая также несёт следы западного влияния, но более краткая.

Исследователями отмечалась необычайная популярность «Христианской топографии» на Руси в XVI—XVII веках; В. В. Малинин указывал на заимствование некоторых идей у монаха Филофея. Позднее, при наличии переводов более прогрессивных космографий Ортелия (Theatrum Orbis Terrarum) и Блау, труд Козьмы был всё ещё распространён. О популярности произведения свидетельствуют и включённые в другие произведения его фрагменты.

## Содержание

### Структура

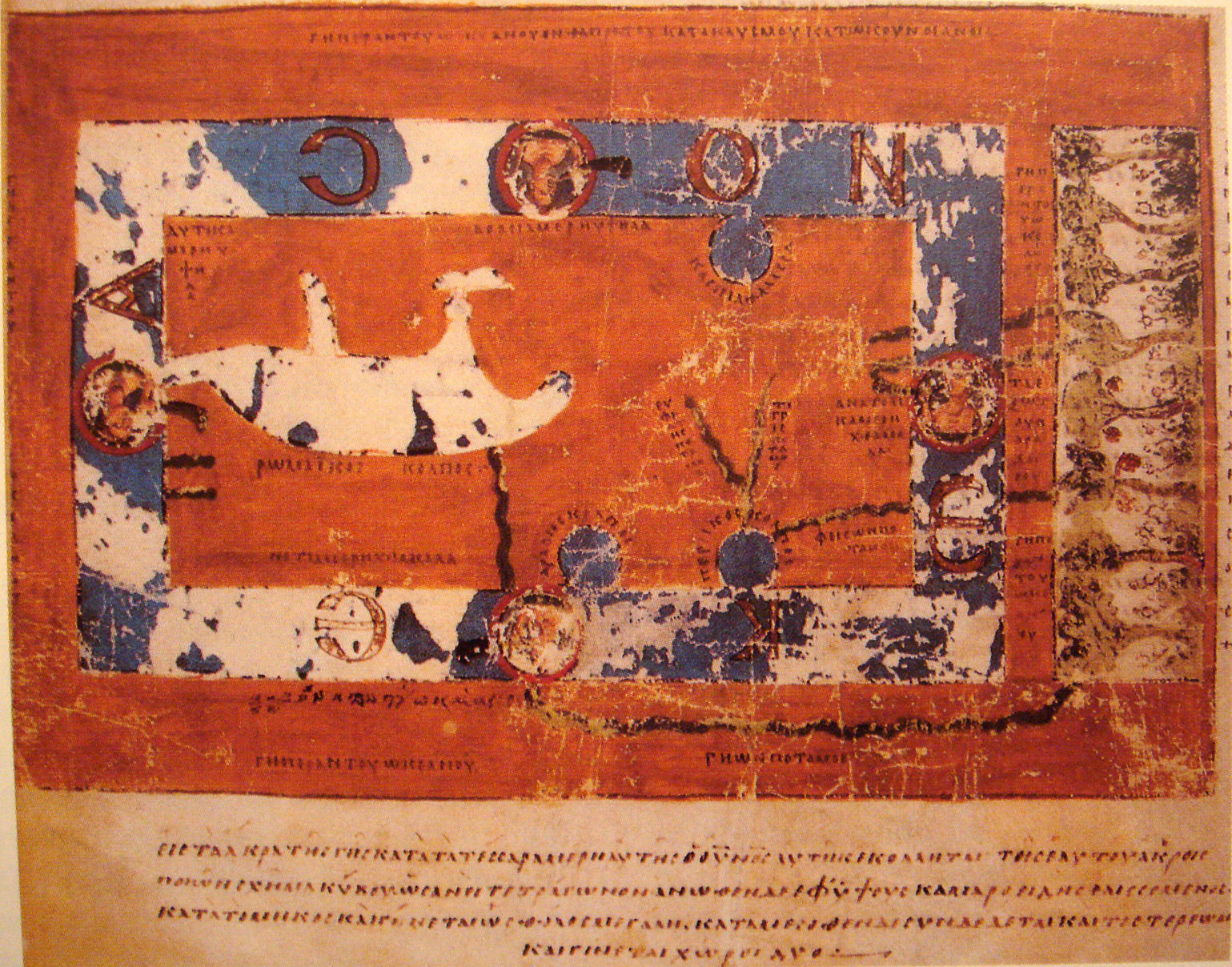
Карта мира, плоского, согласно Козьме Индикоплову. Миниатюра из Лаврентианской рукописи, лист 92v

Наиболее полные списки «Христианской топографии» включают 12 книг:
1. Против тех, кто хочет быть христианами, но верит и утверждает, подобно язычникам, что небеса сферичны.
2. Христианские теории о форме и расположения частей Вселенной, доказываемые на основании Божественных писаний.
3. О том, что Божественное писание достоверно и заслуживает доверия, что оно описывает вещи, согласные между собой и в целом, равно в Ветхом и Новом Заветах, что указывает на полезность такого представления о форме Вселенной.
4. Краткое повторение, с иллюстрациями, о форме Вселенной согласно Божественным писаниям, и опровержение сферы.
5. О том, где находится описание скинии, и согласие в этом вопросе пророков и апостолов.
6. О размере Солнца.
7. Посвящённая Анастасию и доказывающая неразрушимость небес.
8. О песни Езекии и возвращении Солнца.
9. О траектории небесных тел.
10. Отрывки из Отцов Церкви.
11. Рисунки и описания индийских животных и деревьев, а также об острове Тапробана.
12. Ещё одна книга о том, что многие старые языческие авторы подтверждают древность Божественных писаний, составленных Моисеем и пророками, и что греки научились письму позже всех из-за своего неисправимого скептицизма.

### Космогонические идеи и географические сведения

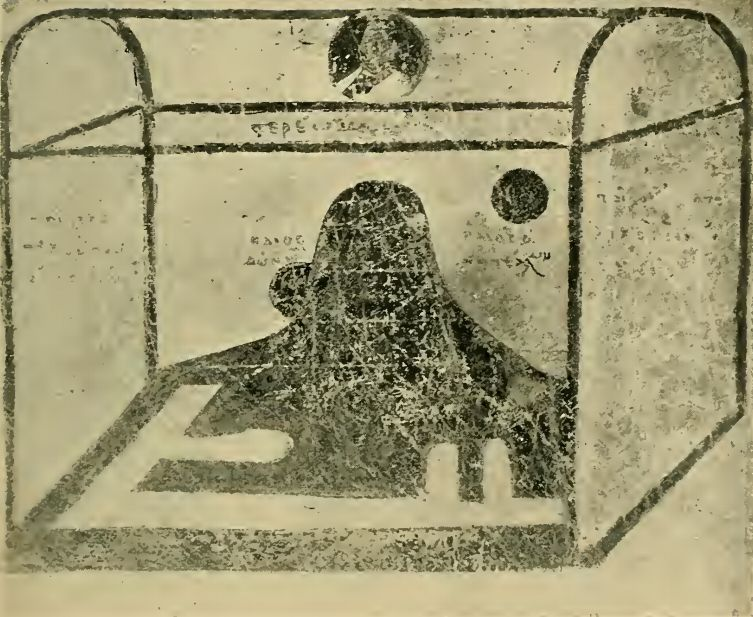
Вселенная в форме скинии Моисея. Миниатюра из Лаврентианской рукописи, лист 95v

Считается, что в вопросах космологии Козьма придерживался традиций антиохийской школы и развивал идеи Севериана Габальского. Козьма изображает Вселенную в форме продолговатого сводчатого строения, стоящего на плоской поверхности и разделённого пополам небесным сводом на две расположенные друг над другом части. Эти части соответствуют двум состояниям бытия: состоянию смертности внизу, где живут люди, и состоянию бессмертия и совершенства вверху. Верхняя часть откроется только в конце времён. Описанный таким образом мир подобен скинии, построенной в пустыне Моисеем и описанной библейской книге Исход. «Святилище» скинии соответствовало нижней части, а «святая святых» — верхней.
По мнению Козьмы, Земля плоская. Обитаемая часть суши расположена в центре Океана, он, в свою очередь, окружён другой сушей, в восточной части которой расположен Рай. Четыре моря, являющиеся по теории Козьмы заливами Океана, вклиниваются в массив суши. Реки, начинающиеся в Раю, протекают через Океан и вновь возникают и на обитаемой части суши. Плоская Земля в этой трактовке соответствует находящемуся в скинии Столу хлебов предложения. Оба они, и Стол и Земля, в длину вдвое больше, чем в ширину. Хотя в основном описание формы Земли следует данному в книге Исход, есть некоторые отличия. Так, опущен самый внешний золотой венец, окаймляющий стол, и причины этого отклонения сложно объяснить. Однако это отклонение не единственное. В другом месте Стол предстаёт аллегорией календарного года, а 12 расположенных на нём листьев, сгруппированных по 3, символизируют месяцы и времена года. При этом в Лев. 24:5—6 листья расположены в два ряда по 6 штук. Сходные представления об устройстве мира приводятся у Ефрема Сирина (ум. 373) и Нарсая (ум. 502), что позволяет предположить знакомство Козьмы с восточно-сирийскими источниками. Однако Сирин в качестве образца для Земли избрал квадратный алтарь из скинии. Представление об ойкумене как о тверди, окружённой морями, а также о том, что моря (в том числе Каспийское) являются заливами Океана, было широко распространено у древнегреческих географов. В целом излагаемые Козьмой представления о мире соответствуют современным ему знаниям. В частности, он правильно помещает исток Голубого Нила в Эфиопии, и, хотя он иногда путает Инд и Ганг, представления о райских истоках рек не влияют на точность предоставляемой информации. Не совсем понятно, действительно ли Козьма посетил Индию в современном смысле этого слова. Однако, с учётом того, что в его время понятие «Индия» включало в себя также Аравийский полуостров и Эфиопию, он заслуженно носил своё прозвище. В отличие от многих христианских авторов, у него не возникает столкновения религиозного и научного знания, вместо этого они гармонично сливаются. Представление Козьмы об ойкумене и истоках райских рек не превращают Дальний Восток в фантастическую страну. В его тексте описывается не только Шри-Ланка и Индийский субконтинент, но и, очень кратко, Китай.
Даже во время своего появления его космогонические идеи являлись устаревшими и являлись объектом насмешек. В IX веке патриарх Фотий в своей «Библиотеке» дал весьма низкую оценку «Христианской топографии», отметив плохой стиль и ошибки синтаксиса.

## Публикации и издания

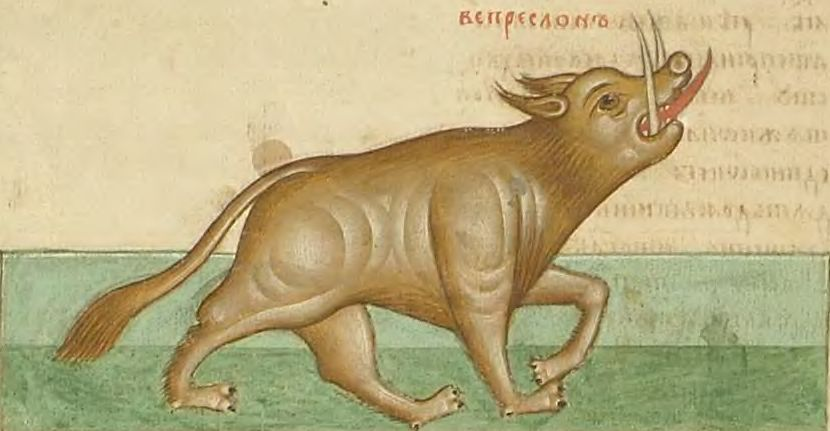
Вепреслон. Иллюстрация из славянского издания XVII века

О существовании «Христианской топографии» не было известно на Западе до второй половины XVII века, когда во время своего путешествия по Италии французский учётный Эмерик Биго (Emeric Bigot) обнаружил и скопировал часть Флорентийской рукописи. До того, как в 1706 году вышло подготовленное Бернаром де Монфоконом editio princeps, было издано только несколько небольших отрывков. Так, например, М. Тевено в первом томе своего сборника географических мемуаров «Relations de divers voyages curieux» в 1663 году издал небольшой отрывок, посвящённый описанию растений и животных на основе записей Биго. После этого «Христианская топография» регулярно издавалась на греческом, существуют переводы на английский и французский языки.
В древнерусской письменной традиции насчитывается свыше девяноста списков (полного текста и отрывков) «Топографии», датируемых XV—XIX веками. Часть из них иллюминированные. Вопрос о времени перевода сочинения Козьмы Индикоплова на старославянский язык в настоящее время является открытым, однако то, что произведение стало известно древнеславянским книжникам в раннюю эпоху освоения ими византийской христианской письменности, отмечалось многими исследователями. По мнению А. И. Соболевского, оно было переведено на Руси в домонгольский период. Начало исследованию «Топографии» среди русских учёных положил И. И. Срезневский в 1867 году, а первое фундаментальное исследование, оставшееся незавершённым, выполнил в конце XIX — начале XX века Е. К. Редин. Им было выделено 7 основных редакций славянского перевода, и это разделение сохранилось до сих пор.

## Издания
- Христианская топография. Козьма Индикоплов. Издание перв.четв.XVI в. (славянский вариант из РГБ.)
- Cosmas Indicopleustes. The Christian Topography of Cosmas Indicopleustes / Ed. E. O. Winstedt. — Cambridge: Cambridge Univercity Press, 1909. — 408 p.
- Cosmas Indicopleustes. The Christian Topography of Cosmas, an Egyptian Monk / Translated from the Greek, and Edited with Notes and Introduction by J. W. McCrindle. — Cambridge: Cambridge University Press, 2010. — 392 p. — ISBN 978-1-108-01295-9.[прим. 3]
- Cosmas Indicopleustes. Topographie chrétienne / introduction, texte critique, illustration, traduction et notes par Wanda Wolska-Conus. — Paris, 1968, 1970, 1973.
- Козьма Индикоплевст. Книга глаголемая Козмы Индикоплова. — С.-Петербург: Фото-литография Р. Голике, 1886. — 240 с. — (ОЛДП, 86).[прим. 4]
- Козьма Индикоплов. Книга нарицаема Козьма Индикоплов / Изд.  подгот. В. С. Голышенко, В. Ф. Дубровина. — М.: Индрик, 1997. — 824 с. — 1000 экз. — ISBN 5-85759-060-4.[прим. 5]